# گنجینة الاسرار
گنجینة الاسرار مثنوی عرفانی و حماسی در روایت حادثه عاشورا از عمان سامانی است.
حبیب‌الله فضائلی در توصیف آن گفته است:
«این کتاب، بحق کنزالاسرار یا چنانچه خود سراینده نامیده گنجینه الاسرار است، اسراری از ظهور عشق و جمال، اسراری از راز و نیاز عاشق و جذبه‌های معشوق، اسراری از سیر و سلوک و حالات وجد و شوق، اسراری از سوز وگداز و هجران و وصل.»
اگر چه زبدة الاسرار صفی اصفهانی بر گنجینه اسرار عمان سامانی قدمت زمانی دارد و صفی اصفهانی در منظومه عاشورایی خود برای اولین بار با قرائت عرفانی از رویداد کربلا به تجزیه و تحلیل این رخداد تاریخی پرداخته (و پیش از او هیچ شاعر فارسی زبانی در این وادی گام برنداشته) ولی گنجینه عمان سامانی به خاطر شیوه بیانی که دارد، مقوله‌های عرفانی را منتقل می‌کند و مفاهیم مجرد ذهنی را با ابزارهای بیانی عاشقانه به صورت ملموس و محسوس به تصویر می‌کشد و با استفاده از جاذبه‌های سبک «وقوع» به واقعه عاشورا صبغه‌ای بی‌دلانه می‌بخشد، ولی با این همه در تأثیرپذیری «عمان» از «صفی» در آفرینش این اثر عاشورایی تردید نیست.
گنجینه الاسرار اینگونه آغاز میگردد:
| کیست این پنهان مرا در جان و تن |  | کز زبان من همی گوید سخن؟   |
| این که گوید از لب من راز کیست؟ |  | بنگرید این صاحب آواز کیست؟ |
| در من این سان خود نمایی میکند  |  | ادعای آشنایی میکند         |

بر اساس متن گنجینه الاسرار عمان سامانی  نمایشی با نام  بر فرس تندرو  در برج میلاد تهران اجرا شده است. این نمایش به کارگردانی  محسن معینی  و تهیه‌کنندگی نگین میرحسنی بر روی صحنه رفته است.